# Parajubaea
Genre
Classification phylogénétique
Espèces de rang inférieur
- Parajubaea cocoides
- Parajubaea sunkha
- Parajubaea torallyi

Parajubaea est un genre de plantes de la famille des Arecaceae (palmiers). Il comprend trois espèces sud-américaines à feuilles pennées :
- Parajubaea cocoides Burret, Notizbl. Bot. Gart. Berlin-Dahlem 11: 48 (1930).
- Parajubaea sunkha M.Moraes, Novon 6: 85 (1996).
- Parajubaea torallyi (Mart.) Burret, Notizbl. Bot. Gart. Berlin-Dahlem 11: 50 (1930).

## Classification
- Famille des Arecaceae
  - Sous-famille des Arecoideae
    - Tribu des Cocoeae
      - Sous-tribu des Attaleinae